# 楊補
楊補（1598年—1657年），字無補，一字曰補，號古農，明末清初臨江（今江西清江）人。
父楊潤徙吳，遂為吳人。其父素知醫，而且希望楊補以醫術為生，但被其排斥。好作畫，與楊文驄同為周亮工的門生。寓居長洲（今江蘇吳縣），終身布衣。明亡後隱居鄧尉山。徐汧為阮大鋮所構陷，幸得楊補多方奔走，始免於禍。晚年鬱郁。顺治十四年（1657年）卒，年六十。有《怀古堂诗集》、《书船室随笔》四卷。傳世作品有《吳山十景圖》。有子楊照。